# Diógenes Rivas
Diógenes Rivas (4 de octubre de 1942) es un compositor venezolano dedicado a la creación e investigación de la música contemporánea así como también a la formación de jóvenes compositores. Es cofundador y director artístico del Festival Atempo y director artístico de la Nuit d'Atempo de París, junto a Pierre Strauch y Antonio Pileggi.

## Biografía
Diógenes Rivas se inició en la música a los cuatro años de la mano de su padre, el maestro José Rafael Rivas Archivado el 11 de enero de 2010 en Wayback Machine., estudiando piano y oboe, en la ciudad de Mérida. Entre 1954 y 1957 estudió en Caracas, donde tuvo como maestros a Moisés Moleiro y a Inocente Carreño. Continuó sus estudios en la Academia Santa Cecilia de Roma, Italia, de 1958 a 1964. Tomó cursos de dirección orquestal con sir John Barbirolli y Carlo Zecchi en Taormina (Sicilia, Italia 1963); con Bruno Maderna en Salzburgo (Austria, 1968), y estudió composición en Londres (1975-1977) con Alfred Nieman. En Madrid mantuvo una profunda amistad (1984-85) con Francisco Guerrero, con quien profundizó en las técnicas constructivistas de la composición. Desde 1980 está dedicado exclusivamente a la composición.
Ha recibido encargos de Radio Francia; del 5º Concurso Internacional de Guitarra, de la Ville d'Antony, Francia; Encargo de Estado del Ministerio de la Cultura de Francia; del Festival Présence, de la Sociedad de Autores y Compositores SACEM de Francia, del Ensamble 2E2M, del Ensamble Aleph y de la Société Française de Luth.
El compositor italiano Antonio Pileggi dice este artista: “… Su música es una original síntesis de las grandes tradiciones occidentales y una asociación de técnicas aportadas por las particulares estructuras matemáticas y geométricas. Se trata de un sincretismo que integra diversas disciplinas especulativas, lo que hace de su obra un mundo insólito y seductor…”.

## El Festival Atempo
Es un evento de gran repercusión internacional dedicado a difundir, desde 1993, las más importantes partituras del repertorio contemporáneo en conjugación con la música de todos los tiempos, abriendo un espacio para la confrontación del pensamiento, la creación y la interpretación. El Festival Atempo realizó su XVII edición el pasado mes de julio de 2010, con un público de más de 4.000 asistentes durante los tres días de su programación. A lo largo de su historia ininterrumpida de casi dos décadas el Festival Atempo ha sido escenario privilegiado de 666 obras musicales de 320 compositores diferentes, 102 estrenos mundiales de obras escritas especialmente para el Festival, 262 estrenos para Venezuela y 42 encargos, incluyendo dos obras colectivas en 191 conciertos. También ha sido espacio para 31 talleres de composición, danza, narrativa, poesía, pintura y cine; 47 clases magistrales; 32 conferencias; una ópera de cámara; cuatro espectáculos de danza; 15 recitales de poesía; nueve intervenciones plásticas; una de diseño, siete libros editados, una exposición de fotográfía y un álbum musical conmemorativo de los quince años del Festival.

## La música de Rivas
A continuación, se copia un extracto del escrito del Maestro italiano Antonio Pileggi (del año 2002) acerca de la obra artística y la personalidad de Diógenes Rivas:
"El Maestro Diógenes Rivas está presente, desde hace aproximadamente veinte años, en la escena musical europea y americana, y además su obra se convierte en una referencia importante dentro del mundo de la creación. Cada año, sus nuevas composiciones se pueden escuchar en los más relevantes centros musicales del momento: París, Londres, Zurich, Venecia, Nueva York, Montreal, Cincinnati, Caracas y otras ciudades. Además, confirmando el reconocimiento internacional creciente año tras año, nuevos trabajos le son encargados por las más prestigiosas instituciones musicales (Radio France, I'EIC, Aleph...) La música del Maestro Rivas es una originalísima síntesis que comprende elementos compositivos de las grandes tradiciones musicales occidentales y un componer de técnicas aportadas por las particulares estructuras matemáticas y geométricas (tales como el número de oro y la estructura mandala). En efecto, se trata de un sincretismo que integra diversas disciplinas especulativas como en el "Quadrivium" de la cultura filosófica griega y medieval, donde la música estaba integrada a la aritmética, a la geometría y a la astronomía. Además, en filigrana, en las obras de Rivas está presente un modo de ser venezolano, más en el propio temperamento que en el lenguaje.
Pero esto no basta para hacer comprender el toque particular que hace de sus obras un mundo así de insólito y seductor. Más allá de la maestría impecable de las orquestaciones y de toda la práctica compositiva, hay en el Maestro Rivas una sabia modernidad. En otros términos, no sólo ha logrado impulsar la temeridad estructural y del lenguaje hasta los límites, pero el resultado musical asombra por la gran coherencia sonora y la originalidad tímbrica, sin romper jamás el equilibrio entre la abstracción y la capacidad perceptiva del hombre.
En la escena de la música contemporánea de estos últimos años, las obras del Maestro Rivas están entre las más conocidas de los compositores que viven en América Latina. Se le reconoce además como el compositor venezolano por excelencia, que representa con gran suceso la tierra de Venezuela, tan rica en el arte y con personalidad cultural de nivel mundial.
Pero en Europa y en América se habla de Diógenes Rivas también por su actividad de director artístico y por la trascendente obra pedagógica que desarrolla en el festival venezolano y francés Atempo. Se trata de una realización que, en un momento en el cual Europa se veía inmersa en una cierta crisis de ideas, ha venido impresionando a la crítica europea por el gran nivel artístico-interpretativo-organizativo hasta ahora aglutinado. En 17 años (actualizado al 2010) el Festival Atempo se ha convertido en uno de los puntos de referencia de la nueva música en el plano mundial. En Europa, en el ambiente musical contemporáneo, cuando se habla de Venezuela, se le asocia de inmediato con el Festival Atempo.
Este trabajo está logrando resultados muy positivos para la cultura venezolana, porque no solamente gracias al Festival, Caracas se ha estado convirtiendo en un centro mundial de creación musical, sino también porque allí está naciendo una generación de valiosos jóvenes compositores venezolanos, cuya originalidad es apreciada por primera vez durante el transcurso de cada edición.
Desearía finalizar, subrayando otra de las grandes cualidades musicales y artísticas del Maestro Rivas, refiriéndome también a su estatura humana, de la cual se puede decir que es de una generosidad "sans pair", llena de coraje, de tanto amor hacia la cultura que hasta quisiera verla viviente y acompañada de constante empeño por hacer avanzar el arte universal".

## Actividades académicas
1965-68; 1970-72—Director de la Escuela de Música, Universidad de Los Andes, Mérida-Venezuela
1965-68—Director del Orfeón de la Universidad de Los Andes, Universidad de Los Andes, Mérida-Venezuela

## Clases Magistrales
Universidad de San Diego, California
18 de mayo de 2009.
Conferencia “Ars Compositiva”
Conservatorio del Liceo de Barcelona (España)
13 de noviembre de 2007.
Clases Magistrales
Universidad de Cincinnati. College-Conservatory de Music
15, 16 y 17 de abril de 2002.
Clases Magistrales
Conservatorio Superior Nacional de Música de París
Clases en la Cátedra de Composición del Maestro Paúl Mefanó.
Noviembre de 2004
Universidad de Houston
9 de abril de 2002.
Conferencia "Acercamiento a la Música Contemporánea"
Cité de la Musique
Les jounées du violoncelle.
25 de marzo de 2000.
"Técnicas y procedimientos de escritura para obras destinadas al violoncello"
Academia de Música de Basilea (Suiza)
2 de diciembre de 1997.
Clase Magistral
Festival Atempo Caracas, julio de 2001, “Juegos del Tiempo”
Reflexión sobre el concepto.
Ponentes: Diógenes Rivas, José Manuel Briceño Guerrero y Asdrúbal Colmenarez.
Presentadora: Valentina Marulanda
Festival Atempo Caracas, julio de 1999, “Caos y Armonía”
Reflexión sobre el concepto.
Ponentes: Diógenes Rivas, Luis Alberto Crespo y Rodolfo Izaguirre.
Presentador: Alfredo Chacón
Festival Atempo Caracas, julio de 1998, “ Herencia y Continuidad”
Reflexión sobre el concepto.
Ponentes: Domingo Miliani, Diógenes Rivas y Luis Alberto Crespo.
Presentadora: Stefania Mosca
Festival Atempo Caracas, julio de 1997, “Enigma, resonancia del vaticinio”
Reflexiones sobre la obra "Soberbio Orinoco".
Ponentes: Luis Alberto Crespo, Alfredo Chacón, Sergio Pitol y Diógenes Rivas.
Presentadora: Maruja Dagnino
Festival Atempo Caracas, julio de 1996, "El Arte como Ilusión Liberadora”
Reflexiones sobre la vida y obra de Antonin Artaud.
Ponentes: Diógenes Rivas, Alfredo Chacón y Perán Erminy.
Presentadora: Maruja Dagnino.
Lugar: Centro Cultural Consolidado. Sala de Conferencias.
Museo de Bellas Artes. Caracas, mayo de 1996
Conferencia sobre la Obra de Victor Lucena, artista plástico.
"Intervención en el Espacio"

## Catálogo de obras (1975-2015)
| Año     | Obra | Estreno | Duración |
| ------- | --- | --- | -------- |
| 2014/15 | RITMOMACHIA III para orquesta. | | 22´      |
| 2014    | Cinco Preludios para piano | Manuel Laufer.piano Una Tarde con Atempo 2014. | 13´      |
| 2013    | Axioma de Escogencia I, violín | David Nuñez (violín) Una Tarde con Atempo 2015 | 8´       |
| 2012    | Axioma de Escogencia VII, Violín y violoncello | Sona khochafían, violín Pierre Strauch, violoncello Festival Atempo 2013 | 8´       |
| 2012    | Cuarteto de Cuerdas No 2 Cuarteto de Cuerdas | Cuarteto de Cuerdas UNTREF Buenos Aires | 10´      |
| 2011    | Franz LISZT, Dúo Voz y piano | Dorothea Hayley voz/ Manuel Laufer.piano XVIII Festival Atempo-Caracas 2011 | 10´      |
| 2010    | Trío No 3, Violín, violoncello, piano. | Sona Kochafian, Pierre Strauch,Jean-Jacques Dunki. Nuit d´Atempo Paris 2010 | 10´      |
| 2010    | Rondo, dúo para violín y guitarra | David Nuñez / Pablo Gómez Cano - XVII Festival Atempo-Caracas | 5'       |
| 2010    | Tango | Sophia Vaillant (piano) - XVII Festival Atempo-Caracas | 3'       |
| 2009    | Ayre, dúo para violín y violoncello | Sona Khochafian / Pierre Strauch - Nuit d'Atempo-París nov. 2009 | 7'       |
| 2009    | Impromptu II, para piano | Kristiina Junttu - Aula Magna Universidad de Los Andes-Mérida, Venezuela - XVI Festival Atempo-Caracas                                                                                       | 8'       |
| 2008    | Oubli dux Monde á venir, voz (bajo) - Poema de Julian Marcland | | 10'      |
| 2008    | Carnival, trío: dos flautas y violín | Karina Fischer / Guillermo Lavado / David Nuñez - CIMA 4.ª Temporada de Conciertos - Goethe Institute-Santiago de Chile                                                                      | 4' 30    |
| 2007    | Impromptu I, para piano | Dimitri Vassilakis - XIV Festival Atempo-Caracas | 8'       |
| 2007    | Ave Maria Stella, para 6 voces | | 5'       |
| 2006    | Trío No 2 “Espejos”. Homenaje a Ravel. Violín, violoncello y piano | Trío Atempo: Sona Khochafían Pierre Strauch, Alain Neveux - XVIII Festival Atempo-Caracas | 8'       |
| 2005    | Cantos del Alma. Poemas de San Juan de la Cruz | Quinteto vocal: Les Oréades - XVII Festival Atempo-Caracas (Grabada por el mismo Quinteto 2008. Sello Psalmus)                                                                               | 7'       |
| 2005    | Eurytmia. Fl, ob, cl, Clbj, fg, hn, tp, tb, vlI, vil, vla, vlc, cbj. 2 percusionistas | Tokio Sinfonietta - XVII Festival Atempo-Caracas | 10'      |
| 2004    | Le Poisson de Jade, violín, violoncello y piano. Encargo de Radio Francia | Hae Sung-Kang, Pierre Strauch, Dimitri Vassilakis - París, Radio Francia, 19 de diciembre de 2004                                                                                            | 10'      |
| 2004    | Lied, para voz. Poemas de José Antonio Ramos Sucre | Mónica Jordán - XVI Festival Atempo-Caracas | 4'       |
| 2004    | Fanfarria Nupcial, dedicado a mis hijos Robert y Nivia | Quinteto de Cobres - Iglesia San Rafael, La Florida, febrero de 2004 | 5'       |
| 2004    | Ave María, a mis hijos Robert y Nivia. Soprano y clarinete | Margot Parés Reyna y Alejandro Montes de Oca - Iglesia San Rafael, La Florida, febrero de 2004                                                                                               | 5'       |
| 2003    | Rondo, para guitarra. Encargo del V Concurso Internacional de Guitarra de la Ville d'Antony | | 4' 30    |
| 2003    | Rondo, trío para violín, piano y vibráfono | Hae Sung-Kang, Dimitri Vassilakis, Daniel Ciampolini - X Festival Atempo-Caracas | 4'       |
| 2003    | Cuarteto No 2. Violín, viola, violoncello y piano | Ensamble Nomad (Japón) - X Festival Atempo-Caracas | 8'       |
| 2003    | Fantasía, para vibráfono | Diana Montoya - Goethe-Institut, París, noviembre de 2004 | 6'       |
| 2002    | Rithmomachia, para dos pianos | Dimitri Vassilakis y Hideki Nagano - IX Festival Atempo-Caracas (Grabado en Radio Francia el 13 de septiembre de 2004 por Dimitri Vassilakis y Fuminori Tanada)                              | 12'      |
| 2002    | Deimos y Phobos. Dos violonchelos | Anssi Karttunen y Roi Routtinen - IX Festival Atempo-Caracas | 4'       |
| 2001    | Estructura Mandala V. Clarinete | Alain Damiens - VIII Festival Atempo-Caracas | —        |
| 2001    | Estructura Mandala IV. Violín | David Núñez - Bruselas, 25 de noviembre de 2001 | 8' 30    |
| 2000    | Tríptico, para voz. Poemas de Luis Alberto Crespo | Mónica Jordán - VII Festival Atempo-Caracas | 6'       |
| 2000    | Khochafian's Quintet | Quintet Cuesta (España) - VII Festival Atempo-Caracas | 13'      |
| 2000    | Al paso, para voz, clarinete, violoncello y piano. Poemas de Alfredo Chacón y Luis Alberto Crespo. Encargo de Estado del Ministerio de Cultura de Francia                                                   | Dominique Clément (clarinete), Christophe Roy (violoncello) y François Matringe (piano) - Teatro Dunois, Ensemble Aleph, 9 de diciembre de 2000                                              | 14'      |
| 1999    | Concertare a Nove. Flauta, clarinete, corno, trombón, piano, percusión, violín, viola y violoncello. Encargo del Ensemble 2e2m (Francia)                                                                    | VI Festival Atempo-Caracas | 15'      |
| 1998    | El jardín de los senderos que se bifurcan II, para oboe y nueve instrumentos: flauta, clarinete, corno, trombón, vibráfono, violín, viola, violoncello y piano                                              | Ensamble Atempo (Director: Diego Masson / Oboe: László Hadady) - V Festival Atempo-Caracas                                                                                                   | 9'       |
| 1998    | Cuatro piezas pequeñas para piano | Claude Helffer - V Festival Atempo-Caracas | 7'       |
| 1997    | Ordre. Flauta, clarinete, violín, chelo, piano y vibráfono | La Nouvel Ensemble Moderne de Montreal (Canadá), 7 de mayo de 1997 | 9'       |
| 1997    | El soberbio Orinoco. Obra colectiva de los compositores Jean Baptiste Devillers, Antonio Pileggi, Diógenes Rivas, Pierre Strauch. Encargo de SACEM (Sociedad de Actores y Compositores de Músicos (Francia) | Ensambles Atempo y Aleph - IV Festival Atempo-Caracas | 45'      |
| 1996    | Kalleidokollage. Soprano, flauta, flauta en sol, clarinete, bajo, violín, viola, violoncello y piano | Ensamble Kaleidocollage - III Festival Atempo-Caracas | 11'      |
| 1995    | Prélude pour Théorbe. Encargo de la Société Française de Luth | Caroline Delume Théorbe. Société Française de Luth, París, 2 de diciembre de 1995 | 4'       |
| 1994    | Estructura Mandala III, para piano. Encargo de Radio Francia | Claude Helffer - Radio Francia, febrero de 1995 / III Festival Atempo-Caracas, julio de 1996                                                                                                 | 14'      |
| 1994    | El jardín de los senderos que se bifurcan, para oboe. Encargo de la American Composer Orchestra | Roberto Ingliss - New York, 1994 | 7'       |
| 1994    | Canon ad Infinitum. Violoncello, soprano, clarinete y percusión. Encargo del Ensemble Aleph | Grabado por el Ensemble Aleph | 20'      |
| 1993    | Estructura Mandala, para guitarra | Pedro Angel, Museo de Arte Contemporáneo de Caracas Sofía Imber, 21 de agosto de 1993 / Nueva versión (Caracas, 2007): Pablo Gómez, Círculo de Bellas Artes México, 12 de septiembre de 2008 | 11'      |
| 1993    | Estructura Mandala II, para violoncello | Pierre Strauch - París | 13'      |
| 1991    | Rithmomachia, para Orquesta de cuerdas | David Núñez (Concertino Conductor). Orquesta de Cámara de la Universidad Católica. 18 Festival de Música Contemporánea de Chile, noviembre de 2008                                           | 12'      |
| 1989    | Cuarteto de Fagotes | Caracas | 5'       |
| 1988    | Ricercare, para percusionista solo | Edgar Saume - Galería de Arte Nacional, Caracas | 25'      |
| 1988    | Motete, para Coro mixto a ocho voces | Coro de la Universidad Experimental del Táchira (UNET). Director: Alejandro Rivas. Universidad Central de Venezuela, Caracas                                                                 | 9'       |
| 1987    | Ricercare II, para piano | Alain Nevaux - IV Festival Atempo-Caracas, 1997 | 10'      |
| 1987    | Cuarteto de cuerdas No I, para piano. Madrid | Cuarteto América - VIII Festival Atempo-Caracas, 2001 | 15'      |
| 1986    | Concertare a Tre. Clarinete, vibráfono y piano | Círculo de Bellas Artes, Madrid | 13'      |
| 1982    | Cantar Dos, para dos Coros mixtos. Texto de Charles Baudelaire | Coro de la Universidad Experimental del Táchira (UNET). Director: Rubén Rivas | 5'       |
| 1977    | Concertare a Due, para dos guitarras | París | 7'       |
| 1977    | Cantar Uno, para Coro mixto. Texto: Cantar de los Cantares. Londres | Coro de la Universidad Experimental del Táchira (UNET). Director: Rubén Rivas. Aula Magna de la Universidad Central de Venezuela, Caracas, 1997                                              | 13'      |
| 1975    | Variaciones para piano | Londres | 6'       |